# Añancusi
Coordenadas 12°35′13″S 74°42′54″O / -12.586854, -74.715087
Añancusi es un centro poblado que se encuentra en el distrito de Acoria, provincial y Departamento de Huancavelica, ubicado en los andes peruanos, actualmente en proceso de ser creado como nuevo Distrito.
El "Contexto social, cultural y económico. En el siguiente podemos ver la distribución de la población distrital según su identidad cultural indígena quechua hablante. De esta manera podemos ver que el 90% de la población del centro poblado de Añancusi tienen como idioma el quechua, el 10% hablan castellano. Todavía en esta parte se practican las tradiciones, costumbres que han dejado sus ancestros. Cabe señalar que casi la totalidad de los hispanos hablantes proceden de zonas rurales: como Añaylla, Palmira, Los Andes, Llacco, Pampas. La población en el centro poblado de Añancusi es multicultural y bilingüe por ende sus expresiones orales lo son también. 
Netamente se dedican a la agricultura y a la crianza de animales menores como: crianza de cuyes, gallinas, cerdos, etc. Y en la parte baja hacia el Mantaro se dedican al cultivo de frutales"

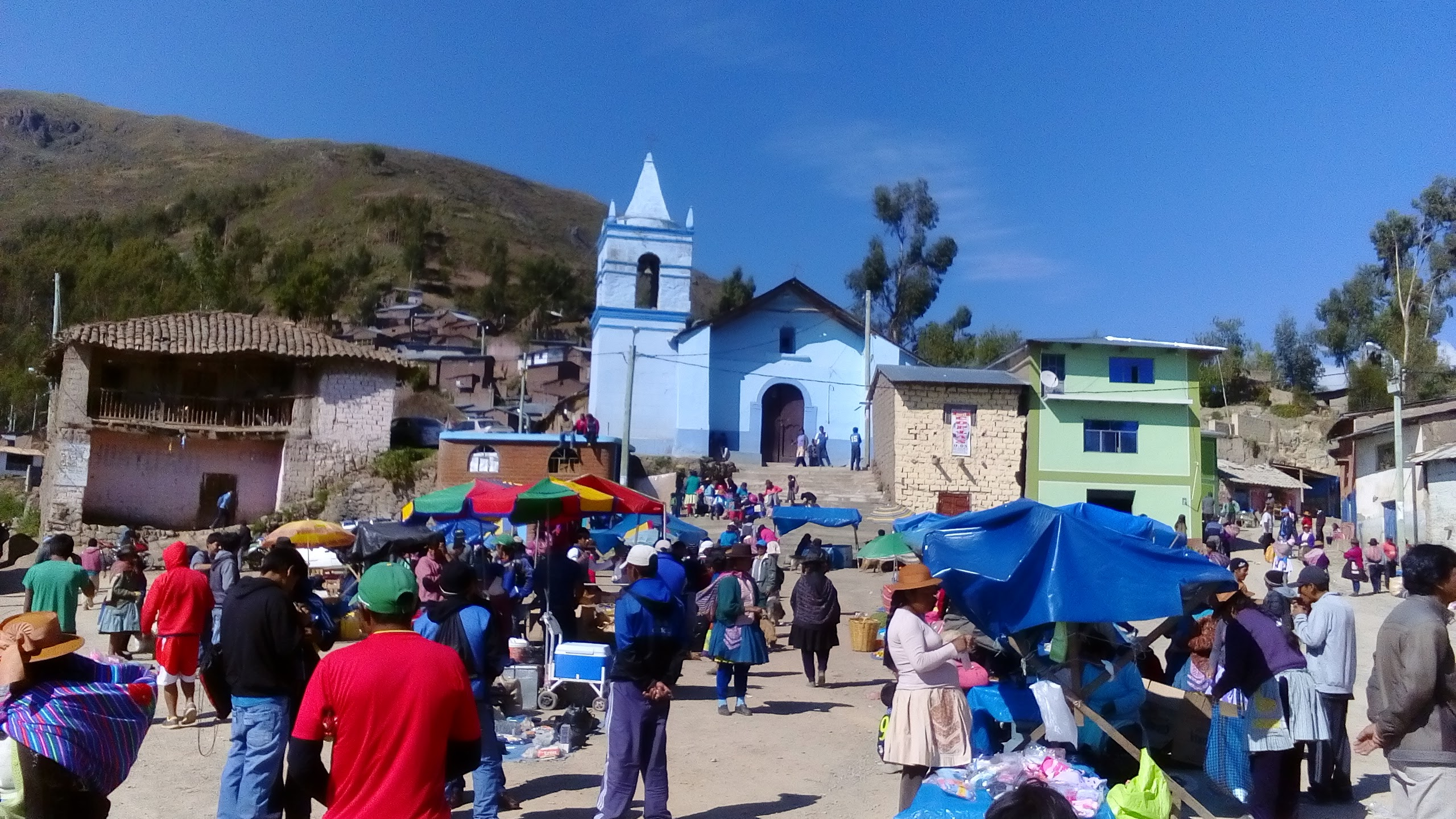
Feria Tradicional que se realiza en el centro poblado de Añancusi todos los días martes, considerada el más grande del Actual distrito de Acoria

## Etimología
La versión más aceptada sobre el origen de la palabra "Añancusi", es la que es una palabra combinada de origen Quechua: "Añallau" y "Cusi", que en castellano significa, Delicioso y Alegre respectivamente.
Originalmente el nombre de este centro poblado era Añallaucusi, pero este fue modificado en los registros que los conquistadores españoles realizaban, porque para ellos era difícil pronunciarlos, cambiándolo a solo Añancusi.
El nombre de Añallaucusi, según la tradición oral que se ha trasmitido a través de generaciones es la siguiente:
El inca Inca Túpac Yupanqui en sus conquistas y expansión del aun joven imperio Inca llegó a los territorios de esta región, Curacas y señores de las tierras al ver el gran ejército se rendían ante el Inca, para ello como tradición debían presentar como señal de sumisión a la joven más bella del lugar para su Acllahuasi y preparar una comida para el Inca.
Es en este contexto que se presentan los pobladores de Añancusi junto con sus vecinos de Añaylla y Pallalla (Centros poblados colindantes), en primer lugar se acerca el representante de Añaylla el cual le ofrece una joven y el plato de comida, el Inca después de disgustarlo refiere que le ha gustado entonces decide nombrar a dicho lugar con el nombre de Añallau, que en castellano significa "Que delicioso", luego los conquistadores lo cambiarían a Añaylla; Luego tocaría el turno de los pobladores de Pallalla, al igual que los anteriores presentan a la joven y el plato de comida, pero al Inca lo que le llama la atención es que la joven era sumamente callada y tímida, por lo cual decide llamar a dicho paraje como Upallalla (Callada).
Por fin llegó el turno de los pobladores de Añancusi, estos presentan a la joven más alegre y un plato de comida que agrada al Inca, tanto es así que decide nombrar a estos parajes no solo con un adjetivos sino con dos, en honor a lo presentado, quedando así con los nombres de Añallau (Delicioso) y Cusi (alegre), llamándose en un primer momento Añallaucusi.

## Historia
El centro poblado de añancusi es un pueblo que tiene sus orígenes en la cultura Angara, " El «Anónimo de Angaraes» (Jiménez de la Espada 1965) como «La memoria y descripción...» del obispo Verdugo (producto de su visita pastoral a la diócesis de Huamanga entre 1624 y 1625), mencionan en sus revistas,  las comunidades originarias que surgieron de la reducción de viejas aldeas prehispánicas y que serán el origen del caleidoscopio comunal que hoy caracteriza al territorio huancavelicano. Moya, Vilca, Cuenca,  Conaica,  Hatun Huayllay,  Callanmarca,  Añancusi, Pallalla o Lacroja, son nombres que desfilan hoy en los archivos."
En el diccionario de Geográfico Histórico de 1776, publicado en Madrid España, se ha encontrado una referencia a "Añancusi" lo cual pone en manifiesto su importancia en el Antiguo Perú.

## Clima
" La temperatura mínima es de 6 o y ocurren en las madrugadas durante los meses de mayo y junio, y las máximas llegan hasta 15 o durante los meses de
marzo a septiembre, la Precipitación: El periodo más lluvioso es en el mes de enero,febrero y marzo."
" Temperatura promedio : 12°
Humedad relativa : 70% 
Precipitación promedio anual : 600- 850 mm."

## Costumbres
Las principales festividades de Añancusi son:
Fiesta de San Pedro, 28 de junio
Fiesta de Niño Perdido de Añancusi, 30 de diciembre
Previa a estas festividades se realiza actividades preparatorias como la de Viga Huantuy, para almacenar leña, propio de esta zona del Perú.

## Transporte y comunicaciones

### Vías de acceso
El acceso es por la carretera central recorriendo desde la ciudad de Huancavelica, pasando por el distrito de Yauli, luego por la carretera que
va hacia Acobamba y pasando la segunda laguna más alta de Huancavelica llamada ccechccayccocha unos 215 km. Por una vía totalmente asfaltada por una parte y por otra una carretera de tierra.

## Educación
Añancusi, cuenta con 1 colegio "Ricardo Palma Soriano", 1 escuela N.º 36070 y 2 centros de educación Inicial.
- Institución Educativa Ricardo Palma Soriano.
- I.E. primaria N° 36073.

## Salud
El Centro de Salud de Añancusi, está ubicado en la Región Sierra Central del departamento de Huancavelica, provincia de Huancavelica, distrito de Acoria, comprendida entre los pisos ecológicos Quechua y Suni, Dirección Av. Coronilla s/n barrio caminos a una cuadra de la plaza principal de Añancusi.
NIVEL: (I - 3)
PERSONAL DE SALUD:
- 2 Médicos
- 2 Obstetras
- 2 Enfermeras
- 1 Cirujano Dentista
- 1 Psicóloga
- 1 Laboratorista
- 3 Técnicos en Enfermería

PERSONAL ADMINISTRATIVO:
- 2 Estadísticos, responsables de SIS Y HIS
- 1 Personal de Servicio

CARTERA DE SERVICIOS QUE OFRECE
- MEDICINA GENERAL
- PAQUETES DE ATENCIÓN INTEGRAL

1. Paquete de Atención Integral de Salud al NIÑO y la NIÑA de (0 a 11 años)
2. Paquete de Atención Integral de Salud al ADOLESCENTE de (12 a 17 años)
3. Paquete de Atención Integral de Salud al JOVEN de (18 a 29 años)
4. Paquete de Atención Integral de Salud al ADULTO de (30 a 59 años)
5. Paquete de Atención Integral de Salud al ADULTO MAYOR de (60 a más años)
6. Paquete de Atención Integral de Salud a la GESTANTE
7. Paquete de Atención Integral de Salud a la FAMILIA
8. Paquete de Atención Integral de Salud a la COMUNIDAD

- ODONTOLOGÍA
- PSICOLOGÍA
- LABORATORIO
- FARMACIA
- EMERGENCIA
- UNIDAD DE SEGUROS - SIS